# Бабашев, Бабакиши Муса оглы
Бабакиши́ Муса́ оглы́ Баба́шев (азерб. Babakişi Musa oğlu Babaşov; 1892, Биджо, Бакинская губерния — 20 мая 1972, там же) — советский азербайджанский хлебороб, Герой Социалистического Труда (1948).

## Биография
Родился в 1892 году в селе Биджо Шемахинского уезда Бакинской губернии (ныне Ахсуинский район Азербайджана).
С 1932 года колхозник, звеньевой, позже вновь колхозник колхоза имени Азизбекова Ахсуинского района Азербайджанской ССР. В 1947 году получил урожай пшеницы 34,8 центнеров с гектара на площади 8,5 гектаров.
Указом Президиума Верховного Совета СССР от 10 марта 1948 года за получение в 1947 году высоких урожаев пшеницы Бабашеву Бабакиши Муса оглы присвоено звание Героя Социалистического Труда с вручением ордена Ленина и золотой медали «Серп и Молот».
Скончался 20 мая 1972 года в селе Биджо.